# Настояще
Настояще e частта от оста на времето, състояща се от събития, случващи се в даден момент или казано по друг начин, това е определена област от пространствено-временния континуум. В този смисъл настоящето е противопоставено на миналото и бъдещето и се намира между тях.
Настоящето се асоциира с думата сега. От гледна точка на модерната физика настоящето не може да се дефинира еднозначно. Настоящето е трудно обяснимо и от философска гледна точка. За някои настоящето не съществува, само непосредственото бъдеще и скорошното минало. За други настоящето е при t=0.
Будизмът е една от религиите, които отчита важността на настоящето. Според будизма трябва да се живее в настоящия момент, да се знае всичко, което се случва, без човек да се осланя на миналото или да се тревожи за бъдещето. Учението предлага медитацията като средство за постигане на този баланс.